# Marija Selak Raspudić
Marija Selak Raspudić (ur. 14 marca 1982 w Zagrzebiu) – chorwacka polityk, filozof i nauczycielka akademicka, posłanka do Zgromadzenia Chorwackiego, kandydatka w wyborach prezydenckich.

## Życiorys
Kształciła się w zakresie filozofii i filologii chorwackiej na Uniwersytecie w Zagrzebiu, studia ukończyła w 2007. Pracowała początkowo jako prezenterka telewizyjna i dziennikarka. Od 2010 zawodowo związana z macierzystą uczelnią, w 2020 objęła stanowisko profesorskie. W 2013 doktoryzowała się w zakresie nauk humanistycznych ze specjalnością w dziedzinie filozofii. Udzielała się jako komentatorka wydarzeń społecznych i politycznych w programie Peti dan emitowanym przez HRT.
W wyborach w 2020 z ramienia ugrupowania Most po raz pierwszy uzyskała mandat deputowanej do Zgromadzenia Chorwackiego. Z powodzeniem ubiegała się o poselską reelekcję w 2024. W tym samym roku opuściła Most na skutek sporu dotyczącego listy kandydatów w wyborach europejskich.
W grudniu 2024 została zarejestrowana jako niezależna kandydatka w wyborach prezydenckich w tym samym miesiącu. W pierwszej turze głosowania otrzymała 9,25% głosów, zajmując trzecie miejsce wśród 8 kandydatów.

## Życie prywatne
Jej mężem został filozof, publicysta i polityk Nino Raspudić.